# Elerai
Elerai ist ein Verwaltungsbezirk (Ward) des Distrikts Arusha (CC) in der tansanischen Region Arusha.

## Geografie
Elerai liegt im Norden von Tansania. Es ist ein Bezirk im Süden der Stadt Arusha, der im Norden von der Arusha-Namanga-Road (T2) und im Süden von der T5 begrenzt wird. Die Grenze im Westen wird vom Fluss Burka gebildet, die im Osten vom Ngarenaro.
Bei der Volkszählung 2022 lebten hier 12.759 Menschen in 3160 Haushalten.

## Gliederung
Der Bezirk besteht aus dreizehn Stadtteilen (Mtaa):
- Kware
- Burka
- Azimio
- Shamsi
- Samanga
- Sacon
- Remtula
- Mama Musa
- Ngurumo
- Urundini
- Shuma
- Majengo A
- Majengo B

## Wirtschaft und Infrastruktur
- Bildung: Das National College of Tourism bietet eine Ausbildung für Gastgewerbe und Tourismus.[6] Die Elerai Secondary School[7] und die Sakina Secondary School sind weiterführende Schulen bis Stufe 4, letztere ist eine Mädchenschule.[8]
- Gesundheit: In Elerai liegen drei Apotheken, eine staatliche[9] und zwei private.[10][11]
- Öffentliche Institutionen: Im Bezirk befinden sich die Zentrale der Tansanischen National-Park-Organisation (TANAPA) und der Afrikanische Gerichtshof für Menschen- und Völkerrecht.[3][12]